# 007 위기일발
《007 위기일발》(영어: From Russia with Love)는 1963년에 개봉한 《007 시리즈》 영화이다. 세계 영화계에서 시리즈물(物)로서 전후 최대의 히트를 기록하고 있는 <007> 시리즈의 대표작이다. 이 시리즈는 황당무계한 신무기나 살인 도구를 차례차례 선보여 재미있게 엮는 성인용 만화적 액션물(物)로서 유명해졌다. 이 <위기 일발>은 그 안에서 신기한 무기를 함부로 내놓지 않는 정통적인 활극으로서의 흥미를 가진 것이다.
영국 정보부의 민완(敏腕) 부원 제임스 본드(코넬리)는 사명을 위해서는 살인을 해도 좋다는 허가장을 가지고 세계를 주름잡고 있다. 적은 언제나 전세계의 정복을 꾀하는 국제적인 비밀 조직이다. 러시아의 여정보원이 암호 해독기를 가지고 탈출하고 싶어한다는 정보를 입수한 본드는 튀르키예에서 베네치아로 행동하나 미·러 대립의 틈바구니를 누비면서 어부지리를 얻으려고 하는 비밀 조직원들 때문에 몇 번이나 생명의 위협을 받는다.

## 줄거리
스펙터의 수장 블로펠드(앤서니 도슨 분)는 러시아의 새 암호 해독기를 탈취하려고 한다. 그래서 터키에 체류하는 소련 암호부 여직원인 타티아나(다니엘라 비안치 분)를 이용한다. 당시 소련의 스메르쉬 작전국 국장으로 일했던 클래브 대령(롯테 레니아 분)은 충성심이 높은 그녀를 불러내고, 제임스 본드를 유인해 낸 후 함정에 빠뜨려서 죽이려고 한다.
실비아(유니스 게이슨 분)와 달콤한 시간을 보내던 제임스 본드는 국장의 호출을 받고, 무기 담당 Q에게서 비밀장치가 있는 가방을 받는다. 스펙터 일당과 KGB의 추척을 받던 국장과 본드는 KGB가 고용한 불가리아인 살인 청부업자 크릴렌쿠(Krilencu, 프레드 해거티 분)를 저격하게 되는데...

## 상영
1963년 10월 10일 런던 오데온 레스터 스퀘어 극장에서 개봉하였다.
대한민국에서는 1965년 처음 《007 위기일발(危機一發)》이라는 제목으로 상영되었다. 제목은 일본에서 처음 개봉했을 때의 타이틀 007 危機一発과 같은 것으로, 위기일발(危機一髮)이라는 사자성어와 총 한 발(發)을 겹친 것이다. 참고로, 1972년 일본에서 재개봉했을 때의 제목은 Roshia yori ai o komete로 변경되었다.

## 출연
- 숀 코너리 - 제임스 본드
- 다니엘라 비앙키 - 타티야나 로마노바
- 페드로 아르멘다리스 - 알리 케림 베이
- 로테 레냐 - 로사 클레브
- 로버트 쇼 - 도널드 그랜트
- 버나드 리 - M
- 유니스 게이슨 - 실비아 트렌치
- 발터 고텔 - 모르체니
- 프랜시스 디울프 - 바브라
- 나디아 레긴 - 케림 베이의 여자친구
- 로이스 맥스웰 - 미스 머니페니
- 앤서니 도슨 - 에른스트 블로펠드
- 프레드 해거티 - 크릴렌쿠
- 데즈먼드 루엘린 - 부스로이드 소령

## 한국판 성우진(KBS)
- 양지운 - 제임스 본드 (숀 코너리)
- 송도영 - 타아나 (다니엘라 비안키)
- 성병숙 - 머니페니 (로이스 맥스웰)
- 임종국 - M (버나드 리)
- 김병관 - 그랜트 (로버트 쇼) / Q(데스몬드 르웰린)
- 김현직 - 케림 (페드로 아르멘다리스)
- 나수란 - 로자 (로테 레냐)
- 탁원제 - 모제니 (월터 고텔)
- 한상덕 - 블로펠드 (안토니 도슨)
- 송연희 - 실비아 (유니스 게이슨)
- 이윤선 - 크론스틴 (블라덱 셰이발)
- 강구한 - 터키 경찰 (베드리 차우쇼을루)
- 김태웅 - 호텔 지배인 (안드레 채리스)
- 김승준 - 케림의 아들 (누슬렛 아타에르) / 운전 기사 (네빌 제이슨)